# Temporada 2017 del Campeonato del Mundo de Moto3
La temporada 2017 del campeonato del mundo de Moto3 es la 6.ª edición de este campeonato creado en 2012 y además es parte de la 69.ª edición del Campeonato del Mundo de Motociclismo.
Brad Binder el campeón 2016, no defiende el título en esta temporada al subir a Moto2 con el equipo Red Bull KTM Ajo

## Calendario
| Ronda | Fecha            | Gran Premio                                 | Circuito                                                |
| ----- | ---------------- | ------------------------------------------- | ------------------------------------------------------- |
| 1     | 26 de marzo      | Gran Premio de Catar                        | Losail International Circuit, Lusail                    |
| 2     | 9 de abril       | Gran Premio de la República Argentina       | Autódromo Termas de Río Hondo, Santiago del Estero      |
| 3     | 23 de abril      | Gran Premio de las Américas de Motociclismo | Circuito de las Américas, Austin                        |
| 4     | 7 de mayo        | Gran Premio de España                       | Circuito de Jerez, Jerez de la Frontera                 |
| 5     | 21 de mayo       | Gran Premio de Francia                      | Circuit Bugatti, Le Mans                                |
| 6     | 4 de junio       | Gran Premio de Italia                       | Mugello Circuit, Mugello                                |
| 7     | 11 de junio      | Gran Premio de Cataluña                     | Circuit de Barcelona-Catalunya, Montmeló                |
| 8     | 25 de junio      | Dutch TT                                    | TT Circuit Assen, Assen                                 |
| 9     | 16 de julio      | Gran Premio de Alemania                     | Sachsenring, Hohenstein-Ernstthal                       |
| 10    | 6 de agosto      | Gran Premio de la República Checa           | Automotodrom Brno, Brno                                 |
| 11    | 13 de agosto     | Gran Premio de Austria                      | Red Bull Ring, Spielberg                                |
| 12    | 27 de agosto     | Gran Premio de Gran Bretaña*                | Silverstone Circuit, Silverstone                        |
| 13    | 10 de septiembre | Gran Premio de San Marino                   | Misano World Circuit Marco Simoncelli, Misano Adriatico |
| 14    | 24 de septiembre | Gran Premio de Aragón                       | Motorland Aragón, Alcañiz                               |
| 15    | 15 de octubre    | Gran Premio de Japón                        | Twin Ring Motegi, Motegi                                |
| 16    | 22 de octubre    | Gran Premio de Australia                    | Circuito de Phillip Island, Phillip Island              |
| 17    | 29 de octubre    | Gran Premio de Malasia                      | Sepang International Circuit, Selangor                  |
| 18    | 12 de noviembre  | Gran Premio de la Comunidad Valenciana      | Circuit Ricardo Tormo, Valencia                         |

Notas
* Sujeto a confirmación

### Cambios en el calendario
- El Gran Premio de Gran Bretaña de Motociclismo estaba programado para pasar de Silverstone al nuevo Circuito de Gales, pero la construcción de la nueva pista no ha comenzado.[17] Los dos circuitos llegaron a un acuerdo que verá a Silverstone seguir siendo el anfitrión del Gran Premio de Gran Bretaña en 2017, con una opción para acoger la carrera de 2018.[10]

## Equipos y pilotos
El 26 de octubre de 2016 se publicó una lista provisional de pilotos y equipos para 2017.
| Equipo                                            | Constructor | Moto           | N.º | Piloto                  | Rondas      |
| ------------------------------------------------- | ----------- | -------------- | --- | ----------------------- | ----------- |
| Peugeot MC Saxoprint                              | Peugeot     | Peugeot MGP3O  | 4   | Patrik Pulkkinen        | 1–17        |
| Peugeot MC Saxoprint                              | Peugeot     | Peugeot MGP3O  | 84  | Jakub Kornfeil          | 1–17        |
| Marinelli Rivacold Snipers                        | Honda       | Honda NSF250RW | 5   | Romano Fenati           | 1–17        |
| Marinelli Rivacold Snipers                        | Honda       | Honda NSF250RW | 95  | Jules Danilo            | 1–17        |
| AGR Team                                          | KTM         | KTM RC250GP    | 6   | María Herrera           | 1–14        |
| Aspar Mahindra Moto3 Mahindra MRW Aspar Team      | Mahindra    | Mahindra MGP3O | 6   | María Herrera           | 16–17       |
| Aspar Mahindra Moto3 Mahindra MRW Aspar Team      | Mahindra    | Mahindra MGP3O | 31  | Raúl Fernández          | 4           |
| Aspar Mahindra Moto3 Mahindra MRW Aspar Team      | Mahindra    | Mahindra MGP3O | 31  | Raúl Fernández          | 8–9         |
| Aspar Mahindra Moto3 Mahindra MRW Aspar Team      | Mahindra    | Mahindra MGP3O | 48  | Lorenzo Dalla Porta     | 1–17        |
| Aspar Mahindra Moto3 Mahindra MRW Aspar Team      | Mahindra    | Mahindra MGP3O | 75  | Albert Arenas           | 1–6, 10–15  |
| SIC Racing Team Petronas Sprinta Racing           | Honda       | Honda NSF250RW | 7   | Adam Norrodin           | 1–17        |
| SIC Racing Team Petronas Sprinta Racing           | Honda       | Honda NSF250RW | 9   | Kasma Daniel Kasmayudin | 17          |
| SIC Racing Team Petronas Sprinta Racing           | Honda       | Honda NSF250RW | 71  | Ayumu Sasaki            | 1–17        |
| Sky Racing Team VR46 Sky Junior Team VR46 Academy | KTM         | KTM RC250GP    | 8   | Nicolò Bulega           | 1–17        |
| Sky Racing Team VR46 Sky Junior Team VR46 Academy | KTM         | KTM RC250GP    | 10  | Dennis Foggia           | 14          |
| Sky Racing Team VR46 Sky Junior Team VR46 Academy | KTM         | KTM RC250GP    | 16  | Andrea Migno            | 1–17        |
| Motomex Team Moto3 Platinum Bay Real Estate       | KTM         | KTM RC250GP    | 10  | Dennis Foggia           | 10          |
| Motomex Team Moto3 Platinum Bay Real Estate       | KTM         | KTM RC250GP    | 21  | Jaume Masiá             | 11–13       |
| Motomex Team Moto3 Platinum Bay Real Estate       | KTM         | KTM RC250GP    | 18  | Gabriel Martínez-Ábrego | 3, 10–11    |
| Motomex Team Moto3 Platinum Bay Real Estate       | KTM         | KTM RC250GP    | 40  | Darryn Binder           | 1–9, 14–17  |
| Motomex Team Moto3 Platinum Bay Real Estate       | KTM         | KTM RC250GP    | 27  | Marcos Ramírez          | 1–17        |
| Leopard Racing                                    | Honda       | Honda NSF250RW | 11  | Livio Loi               | 1–13, 15–17 |
| Leopard Racing                                    | Honda       | Honda NSF250RW | 36  | Joan Mir                | 1–17        |
| Leopard Racing                                    | Honda       | Honda NSF250RW | 37  | Aaron Polanco           | 14          |
| CIP                                               | Mahindra    | Mahindra MGP3O | 12  | Marco Bezzecchi         | 1–17        |
| CIP                                               | Mahindra    | Mahindra MGP3O | 96  | Manuel Pagliani         | 1–17        |
| Motorsport Kofler E.U.                            | KTM         | KTM RC250GP    | 13  | Maximilian Kofler       | 11          |
| SIC58 Squadra Corse                               | Honda       | Honda NSF250RW | 14  | Tony Arbolino           | 1–17        |
| SIC58 Squadra Corse                               | Honda       | Honda NSF250RW | 24  | Tatsuki Suzuki          | 1–17        |
| Cuna de Campeones                                 | KTM         | KTM RC250GP    | 15  | Jaume Masiá             | 14          |
| British Talent Team                               | Honda       | Honda NSF250RW | 17  | John McPhee             | 1–17        |
| RBA BOE Racing Team                               | KTM         | KTM RC250GP    | 19  | Gabriel Rodrigo         | 1–5, 7–17   |
| RBA BOE Racing Team                               | KTM         | KTM RC250GP    | 58  | Juan Francisco Guevara  | 1–17        |
| Del Conca Gresini Moto3                           | Honda       | Honda NSF250RW | 21  | Fabio Di Giannantonio   | 1–17        |
| Del Conca Gresini Moto3                           | Honda       | Honda NSF250RW | 88  | Jorge Martín            | 1–17        |
| Red Bull KTM Ajo                                  | KTM         | KTM RC250GP    | 23  | Niccolò Antonelli       | 1–8, 10–17  |
| Red Bull KTM Ajo                                  | KTM         | KTM RC250GP    | 52  | Danny Kent              | 5           |
| Red Bull KTM Ajo                                  | KTM         | KTM RC250GP    | 52  | Danny Kent              | 9           |
| Red Bull KTM Ajo                                  | KTM         | KTM RC250GP    | 64  | Bo Bendsneyder          | 1–17        |
| Honda Team Asia                                   | Honda       | Honda NSF250RW | 27  | Kaito Toba              | 1–17        |
| Honda Team Asia                                   | Honda       | Honda NSF250RW | 41  | Nakarin Atiratphuvapat  | 1–17        |
| Lamotec Lagemaat Racing                           | KTM         | KTM RC250GP    | 28  | Ryan Van de Lagemaat    | 8           |
| 3570-MTA                                          | Mahindra    | Mahindra MGP3O | 30  | Edoardo Sintoni         | 6           |
| Estrella Galicia 0,0                              | Honda       | Honda NSF250RW | 33  | Enea Bastianini         | 1–17        |
| Estrella Galicia 0,0                              | Honda       | Honda NSF250RW | 44  | Arón Canet              | 1–17        |
| City Lifting RS Racing                            | KTM         | KTM RC250GP    | 47  | Jake Archer             | 12          |
| City Lifting RS Racing                            | KTM         | KTM RC250GP    | 69  | Tom Booth-Amos          | 12          |
| Althea Racing                                     | KTM         | KTM RC250GP    | 51  | Kevin Zannoni           | 13          |
| Minimoto Portomaggiore                            | Mahindra    | Mahindra MGP3O | 57  | Alex Fabbri             | 13          |
| Reale Avintia Academy                             | KTM         | KTM RC250GP    | 63  | Vicente Pérez           | 4, 7        |
| Südmetall Schedl GP Racing                        | KTM         | KTM RC250GP    | 65  | Philipp Öttl            | 1–17        |
| Cube Racing                                       | KTM         | KTM RC250GP    | 70  | Tom Toparis             | 15–16       |
| Freudenberg Racing Team                           | KTM         | KTM RC250GP    | 77  | Tim Georgi              | 9–10        |
| 42 Motorsport                                     | KTM         | KTM RC250GP    | 81  | Aleix Viu               | 7           |

| Leyenda             | Leyenda |
| ------------------- | ------- |
| Piloto titular      |         |
| Piloto invitado     |         |
| Piloto de reemplazo |         |

### Cambios de pilotos
- Después de pasar dos temporadas como piloto sustituto, Lorenzo Dalla Porta hará su debut como piloto titular con el Aspar Mahindra Team.
- Romano Fenati, quien fue despedido del equipo de Valentino Rossi el Sky Racing Team VR46 a mitad de la temporada pasada debido a problemas de comportamiento, fichó por el Ongetta-Rivacold para la temporada 2017.
- Niccolò Antonelli dejó el Ongetta-Rivacold para unirse al Red Bull KTM Ajo.
- Enea Bastianini cambió de equipo al Estrella Galicia 0,0, con Jorge Martín reemplazando a Bastianini en el Gresini Racing Moto3.

### Cambios de equipos
- El equipo de Paolo Simoncelli el SIC58 Squadra Corse hará su debut en Moto3, poniendo dos Honda NSF250RW para Tony Arbolino y Tatsuki Suzuki.[32]
- El equipo 3570 Team Italia dejará Moto3 para pasar al Campeonato Mundial Supersport 300.
- Después de pasar la temporada anterior en Moto3, el equipo RW Racing GP BV decidió pasarse a Moto2.
- El equipo AGR se prepara para montar una moto en Moto3, tras pasar la temporada anterior en Moto2 con dos motos
- Después de entrar en la temporada 2016 con tres motos, tanto el Leopard Racing como el Sky Racing Team VR46 volveran a alinear dos motocicletas en 2017
- Después de pasar la temporada anterior con Mahindra, Platinum Bay Real Estate pasara a usar motos KTM
- Ongetta-Rivacold cambió su nombre a Snipers Team, con Marinelli Rivacold como su patrocinador principal

### Cambios a mitad de temporada
- Danny Kent volvió a Moto3 después de que dejara el Kiefer Racing en Moto2. Uniéndose al Red Bull KTM Ajo como wilcard en el Gran Premio de Francia. En el Gran Premio de Alemania, Kent reemplazó al lesionado Niccolò Antonelli en el Red Bull KTM Ajo.
- Darryn Binder fue sustituido por el piloto italiano Dennis Foggia en el Gran Premio de la República Checa. El piloto español Jaume Masiá lo sustituyó en el Gran Premio de Austria y en el Gran Premio de Gran Bretaña.

## Resultados y clasificación

### Grandes Premios
| Ronda | Gran Premio                            | Pole position   | Vuelta rápida         | Piloto ganador | Constructor ganador |
| ----- | -------------------------------------- | --------------- | --------------------- | -------------- | ------------------- |
| 1     | Gran Premio de Catar                   | Jorge Martín    | Fabio Di Giannantonio | Joan Mir       | Honda               |
| 2     | Gran Premio de Argentina               | John McPhee     | Romano Fenati         | Joan Mir       | Honda               |
| 3     | Gran Premio de las Américas            | Arón Canet      | Arón Canet            | Romano Fenati  | Honda               |
| 4     | Gran Premio de España                  | Jorge Martín    | Andrea Migno          | Arón Canet     | Honda               |
| 5     | Gran Premio de Francia                 | Jorge Martín    | Joan Mir              | Joan Mir       | Honda               |
| 6     | Gran Premio de Italia                  | Jorge Martín    | Arón Canet            | Andrea Migno   | KTM                 |
| 7     | Gran Premio de Cataluña                | Jorge Martín    | Jorge Martín          | Joan Mir       | Honda               |
| 8     | Gran Premio de los Países Bajos        | Jorge Martín    | Arón Canet            | Arón Canet     | Honda               |
| 9     | Gran Premio de Alemania                | Arón Canet      | Joan Mir              | Joan Mir       | Honda               |
| 10    | Gran Premio de la República Checa      | Gabriel Rodrigo | Joan Mir              | Joan Mir       | Honda               |
| 11    | Gran Premio de Austria                 | Gabriel Rodrigo | Jaume Masiá           | Joan Mir       | Honda               |
| 12    | Gran Premio de Gran Bretaña            | Romano Fenati   | Jorge Martín          | Arón Canet     | Honda               |
| 13    | Gran Premio de San Marino              | Enea Bastianini | Romano Fenati         | Romano Fenati  | Honda               |
| 14    | Gran Premio de Aragón                  | Jorge Martín    | Fabio Di Giannantonio | Joan Mir       | Honda               |
| 15    | Gran Premio de Japón                   | Nicolò Bulega   | Romano Fenati         | Romano Fenati  | Honda               |
| 16    | Gran Premio de Australia               | Jorge Martín    | Gabriel Rodrigo       | Joan Mir       | Honda               |
| 17    | Gran Premio de Malasia                 | Joan Mir        | Adam Norrodin         | Joan Mir       | Honda               |
| 18    | Gran Premio de la Comunidad Valenciana | Jorge Martín    | Marcos Ramírez        | Jorge Martín   | Honda               |

### Clasificación de pilotos
Sistema de puntuación
Los puntos se reparten entre los quince primeros clasificados en acabar la carrera. 
Sistema de puntuación de 1993 hasta 2022:
| Posición | 1.º | 2.º | 3.º | 4.º | 5.º | 6.º | 7.º | 8.º | 9.º | 10.º | 11.º | 12.º | 13.º | 14.º | 15.º |
| Puntos   | 25  | 20  | 16  | 13  | 11  | 10  | 9   | 8   | 7   | 6    | 5    | 4    | 3    | 2    | 1    |

| Pos | Piloto                  | Moto     | QAT | ARG | USA | ESP | FRA | ITA | CAT | NED | GER | CZE | AUT | GBR | RSM | ARA | JPN | AUS | MAL | VAL | Pts |
| --- | ----------------------- | -------- | --- | --- | --- | --- | --- | --- | --- | --- | --- | --- | --- | --- | --- | --- | --- | --- | --- | --- | --- |
| 1   | Joan Mir                | Honda    | 1   | 1   | 8   | 3   | 1   | 7   | 1   | 9   | 1   | 1   | 1   | 5   | 2   | 1   | 17  | 1   | 1   | 2   | 341 |
| 2   | Romano Fenati           | Honda    | 5   | 7   | 1   | 2   | Ret | 13  | 2   | 2   | 2   | 2   | 13  | 7   | 1   | 10  | 1   | 6   | 7   | 4   | 248 |
| 3   | Aron Canet              | Honda    | 4   | 11  | Ret | 1   | 2   | 5   | 5   | 1   | Ret | 3   | 5   | 1   | Ret | 5   | 5   | NC  | 8   | 9   | 199 |
| 4   | Jorge Martín            | Honda    | 3   | 3   | 2   | 9   | Ret | 15  | 3   | 4   | DNS | DNS | 3   | 3   | Ret | 4   | 15  | 3   | 2   | 1   | 196 |
| 5   | Fabio Di Giannantonio   | Honda    | 8   | Ret | 3   | 5   | 3   | 2   | 7   | Ret | 11  | 21  | 6   | 10  | 3   | 2   | 7   | Ret | 9   | Ret | 153 |
| 6   | Enea Bastianini         | Honda    | 16  | 27  | 4   | 8   | 6   | 11  | 4   | Ret | 6   | 17  | 10  | 2   | 14  | 3   | 16  | 5   | 3   | 5   | 141 |
| 7   | John McPhee             | Honda    | 2   | 2   | 7   | Ret | 12  | 6   | 12  | 3   | Ret | 6   | Ret | 13  | Ret | 6   | 10  | Ret | 5   | 8   | 131 |
| 8   | Marcos Ramírez          | KTM      | 9   | 13  | 16  | 4   | 4   | 9   | 6   | 6   | 3   | 7   | 12  | Ret | 12  | 7   | 14  | 21  | 17  | 3   | 123 |
| 9   | Andrea Migno            | KTM      | 6   | 5   | 12  | 6   | 8   | 1   | 8   | 14  | 16  | 11  | 21  | 8   | 9   | 11  | 13  | 14  | 6   | 16  | 118 |
| 10  | Philipp Öttl            | KTM      | Ret | 4   | 9   | DNS | 21  | 14  | 13  | 11  | 5   | 13  | 2   | 9   | 4   | 9   | 6   | 13  | 16  | 15  | 105 |
| 11  | Juan Francisco Guevara  | KTM      | Ret | 9   | 6   | 10  | 5   | 3   | 17  | 12  | 12  | 5   | 14  | Ret | Ret | 12  | Ret | 23  | 13  | 6   | 88  |
| 12  | Nicolò Bulega           | KTM      | 14  | 16  | 5   | 7   | 17  | 10  | 9   | 10  | 4   | 23  | 11  | 20  | 5   | 14  | 12  | 11  | Ret | DNS | 81  |
| 13  | Livio Loi               | Honda    | 12  | 6   | 15  | 16  | 16  | 23  | 25  | 21  | 7   | 27  | 4   | 6   | DNS |     | 19  | 2   | 4   | 27  | 80  |
| 14  | Tatsuki Suzuki          | Honda    | 15  | 8   | Ret | Ret | Ret | Ret | 10  | 8   | 9   | 8   | Ret | 11  | Ret | 13  | 4   | 9   | Ret | 11  | 71  |
| 15  | Bo Bendsneyder          | KTM      | 26  | 23  | DNS | 11  | 9   | 12  | 15  | Ret | 8   | 4   | Ret | Ret | 6   | 17  | 9   | 16  | 10  | 12  | 65  |
| 16  | Gabriel Rodrigo         | KTM      | DNS | Ret | 11  | 13  | DNS |     | Ret | 7   | Ret | 26  | 7   | 4   | Ret | Ret | Ret | 4   | 14  | Ret | 54  |
| 17  | Adam Norrodin           | Honda    | 10  | 17  | 19  | Ret | DNS | 18  | 18  | Ret | 13  | 9   | 8   | 12  | Ret | 15  | Ret | 8   | 11  | 17  | 42  |
| 18  | Niccolò Antonelli       | KTM      | 7   | Ret | 14  | 22  | Ret | 16  | 11  | DNS |     | 24  | Ret | 16  | Ret | 18  | 2   | Ret | Ret | 14  | 38  |
| 19  | Darryn Binder           | KTM      | 13  | 12  | 10  | 20  | Ret | 4   | Ret | 13  | 10  |     |     |     |     | 22  | 20  | 24  | Ret | DNS | 35  |
| 20  | Ayumu Sasaki            | Honda    | 11  | 20  | 18  | 15  | 19  | 8   | 16  | 15  | 17  | 15  | 18  | 18  | Ret | 16  | Ret | 7   | 12  | 13  | 32  |
| 21  | Jules Danilo            | Honda    | 17  | 22  | 13  | 12  | 7   | Ret | Ret | 5   | 14  | Ret | 16  | 22  | Ret | 20  | 18  | Ret | Ret | 19  | 29  |
| 22  | Jakub Kornfeil          | Peugeot  | 20  | 18  | 23  | 18  | 11  | 20  | 22  | 17  | 18  | 20  | 20  | 23  | 7   | 25  | 8   | 12  | 21  | 18  | 26  |
| 23  | Marco Bezzecchi         | Mahindra | 25  | 19  | 17  | Ret | 15  | 17  | 14  | 16  | 15  | 22  | Ret | 19  | Ret | 19  | 3   | Ret | 19  | 28  | 20  |
| 24  | Dennis Foggia           | KTM      |     |     |     |     |     |     |     |     |     | 14  |     |     |     | 8   |     |     |     | 7   | 19  |
| 25  | Nakarin Atiratphuvapat  | Honda    | 18  | 24  | 24  | 21  | 13  | 24  | 21  | 18  | 23  | 10  | Ret | 14  | Ret | Ret | 11  | 17  | 18  | 21  | 16  |
| 26  | Albert Arenas           | Mahindra | Ret | 25  | 21  | 14  | Ret | Ret |     |     |     | 12  | Ret | 26  | 8   | 27  | DNS |     |     | 23  | 14  |
| 27  | Jaume Masiá             | KTM      |     |     |     |     |     |     |     |     |     |     | 9   | Ret | 10  | 21  |     |     |     |     | 13  |
| 28  | Lorenzo Dalla Porta     | Mahindra | 23  | Ret | 26  | 19  | 14  | 19  | 19  | Ret | 19  | 19  | Ret | 17  | 15  | Ret | Ret | 10  | Ret | 20  | 9   |
| 29  | Manuel Pagliani         | Mahindra | 22  | 21  | 25  | 27  | 18  | 22  | 20  | Ret | 20  | 25  | 19  | 15  | 11  | 23  | Ret | 15  | 15  | 22  | 8   |
| 30  | Kaito Toba              | Honda    | 19  | 10  | Ret | 17  | Ret | 25  | 23  | 19  | 21  | 29  | 15  | Ret | Ret | 28  | 21  | 20  | 20  | 24  | 7   |
| 31  | Danny Kent              | KTM      |     |     |     |     | 10  |     |     |     | Ret |     |     |     |     |     |     |     |     |     | 6   |
| 32  | Kazuki Masaki           | Honda    |     |     |     |     |     |     |     |     |     |     |     |     |     |     |     |     |     | 10  | 6   |
| 33  | Alex Fabbri             | Mahindra |     |     |     |     |     |     |     |     |     |     |     |     | 13  |     |     |     |     |     | 3   |
| 34  | Tony Arbolino           | Honda    | 24  | 14  | 20  | 23  | 22  | 21  | 24  | Ret | Ret | 16  | 17  | 25  | Ret | 26  | 23  | 18  | 22  | 25  | 2   |
| 35  | María Herrera           | KTM      | 21  | 15  | 22  | 24  | 20  | 26  | 26  | 20  | 26  | Ret | 22  | 27  | DNS | DNS |     |     |     |     | 1   |
| 35  | María Herrera           | Mahindra |     |     |     |     |     |     |     |     |     |     |     |     |     |     |     | 19  | 24  | 26  | 1   |
|     | Tim Georgi              | KTM      |     |     |     |     |     |     |     |     | 24  | 18  |     |     |     |     |     |     |     |     | 0   |
|     | Tom Booth-Amos          | KTM      |     |     |     |     |     |     |     |     |     |     |     | 21  |     |     |     |     |     |     | 0   |
|     | Patrik Pulkkinen        | Peugeot  | Ret | 26  | 27  | 26  | 23  | 27  | 27  | 22  | 25  | 30  | 24  | 24  | Ret | 29  | 22  | Ret | 23  | 29  | 0   |
|     | Tom Toparis             | KTM      |     |     |     |     |     |     |     |     |     |     |     |     |     |     | 24  | 22  |     |     | 0   |
|     | Raúl Fernández          | Mahindra |     |     |     | 25  |     |     |     | Ret | 22  |     |     |     |     |     |     |     |     |     | 0   |
|     | Maximilian Kofler       | KTM      |     |     |     |     |     |     |     |     |     |     | 23  |     |     |     |     |     |     |     | 0   |
|     | Aaron Polanco           | Honda    |     |     |     |     |     |     |     |     |     |     |     |     |     | 24  |     |     |     |     | 0   |
|     | Gabriel Martínez-Ábrego | KTM      |     |     | 28  |     |     |     |     |     |     | 28  | Ret |     |     |     |     |     |     |     | 0   |
|     | Aleix Viu               | KTM      |     |     |     |     |     |     | 28  |     |     |     |     |     |     |     |     |     |     |     | 0   |
|     | Vicente Pérez           | KTM      |     |     |     | Ret |     |     | Ret |     |     |     |     |     |     |     |     |     |     |     | 0   |
|     | Edoardo Sintoni         | Mahindra |     |     |     |     |     | Ret |     |     |     |     |     |     |     |     |     |     |     |     | 0   |
|     | Ryan Van de Lagemaat    | KTM      |     |     |     |     |     |     |     | Ret |     |     |     |     |     |     |     |     |     |     | 0   |
|     | Jake Archer             | KTM      |     |     |     |     |     |     |     |     |     |     |     | Ret |     |     |     |     |     |     | 0   |
|     | Kevin Zannoni           | KTM      |     |     |     |     |     |     |     |     |     |     |     |     | Ret |     |     |     |     |     | 0   |
|     | Kasma Daniel Kasmayudin | Honda    |     |     |     |     |     |     |     |     |     |     |     |     |     |     |     |     | Ret |     | 0   |
| Pos | Piloto                  | Moto     | QAT | ARG | USA | ESP | FRA | ITA | CAT | NED | GER | CZE | AUT | GBR | RSM | ARA | JPN | AUS | MAL | VAL | Pts |

| Color     | Resultado                                                               |
| --------- | ----------------------------------------------------------------------- |
| Oro       | Ganador                                                                 |
| Plata     | 2.ª plaza                                                               |
| Bronce    | 3.ª plaza                                                               |
| Verde     | Finalizó en los puntos                                                  |
| Azul      | Finalizó sin puntos                                                     |
| Azul      | NC - No clasificado                                                     |
| Violeta   | Ret - No terminó (Carrera)                                              |
| Rojo      | DNQ - No se clasificó                                                   |
| Negro     | DSQ - Descalificado                                                     |
| Blanco    | DNS - No empezó (carrera)                                               |
| Blanco    | WD - Retirado (fin de semana)                                           |
| Blanco    | C - Carrera cancelada                                                   |
| Sin color | DNP - Inscrito pero no participó                                        |
| Sin color | INJ - Lesionado                                                         |
| Sin color | EX - Excluido                                                           |
| Estado    | Resultado                                                               |
| Negrita   | Pole position                                                           |
| Cursiva   | Vuelta rápida                                                           |
| †         | Abandona, pero clasifica al completar el porcentaje requerido para ello |

### Clasificación de constructores
| Pos | Constructor | QAT | ARG | USA | ESP | FRA | ITA | CAT | NED | GER | CZE | AUT | GBR | RSM | ARA | JPN | AUS | MAL | VAL | Pts |
| --- | ----------- | --- | --- | --- | --- | --- | --- | --- | --- | --- | --- | --- | --- | --- | --- | --- | --- | --- | --- | --- |
| 1   | Honda       | 1   | 1   | 1   | 1   | 1   | 2   | 1   | 1   | 1   | 1   | 1   | 1   | 1   | 1   | 1   | 1   | 1   | 1   | 445 |
| 2   | KTM         | 6   | 4   | 5   | 4   | 4   | 1   | 6   | 6   | 3   | 4   | 2   | 4   | 4   | 7   | 2   | 4   | 6   | 3   | 248 |
| 3   | Mahindra    | 22  | 19  | 17  | 14  | 14  | 17  | 14  | 16  | 15  | 12  | 19  | 15  | 8   | 19  | 3   | 10  | 15  | 20  | 43  |
| 4   | Peugeot     | 20  | 18  | 23  | 18  | 11  | 20  | 22  | 17  | 18  | 20  | 20  | 23  | 7   | 25  | 8   | 12  | 21  | 18  | 26  |
| Pos | Constructor | QAT | ARG | USA | ESP | FRA | ITA | CAT | NED | GER | CZE | AUT | GBR | RSM | ARA | JPN | AUS | MAL | VAL | Pts |